# Targadach

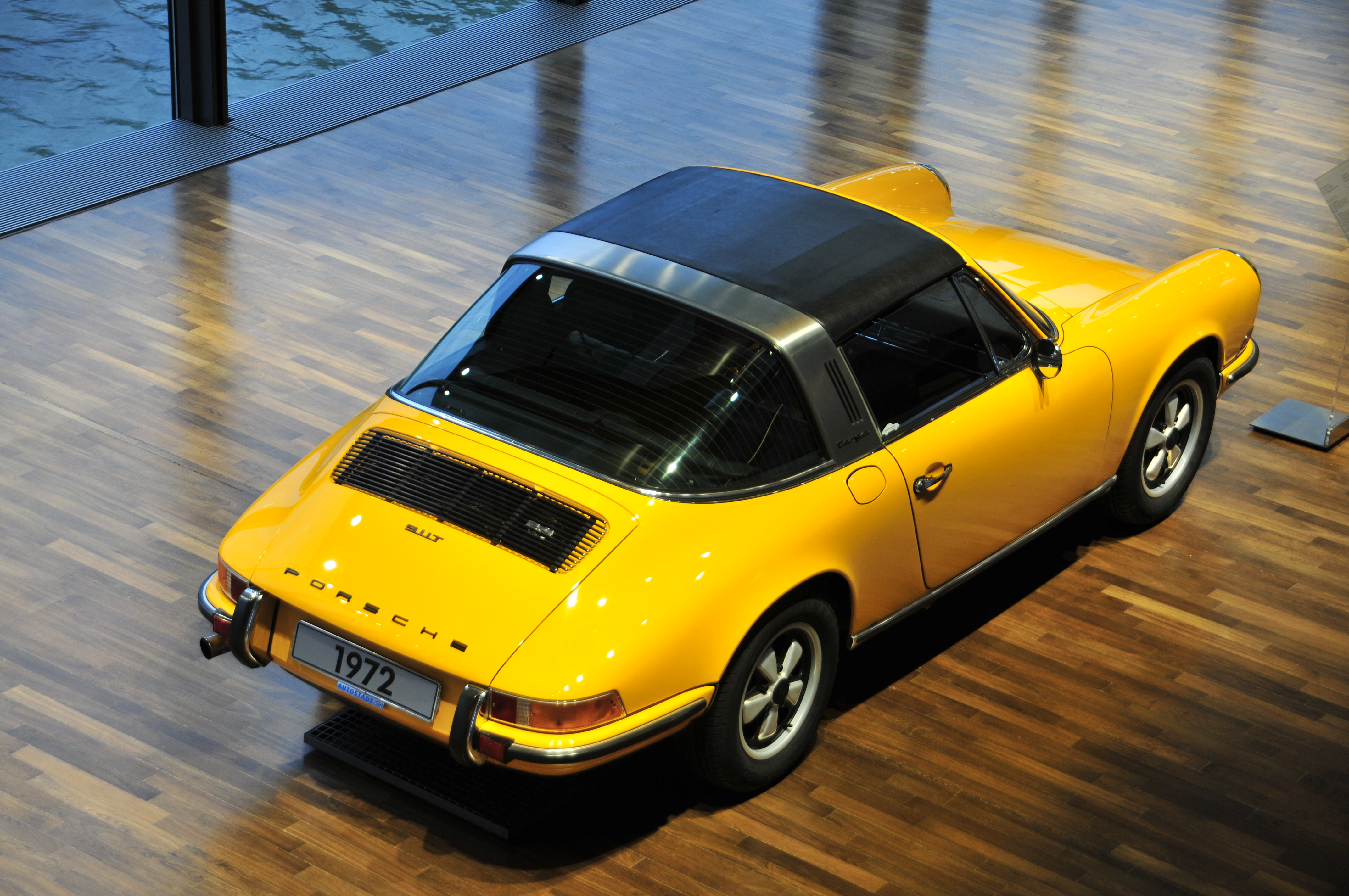
Porsche 911 Targa mit Dach

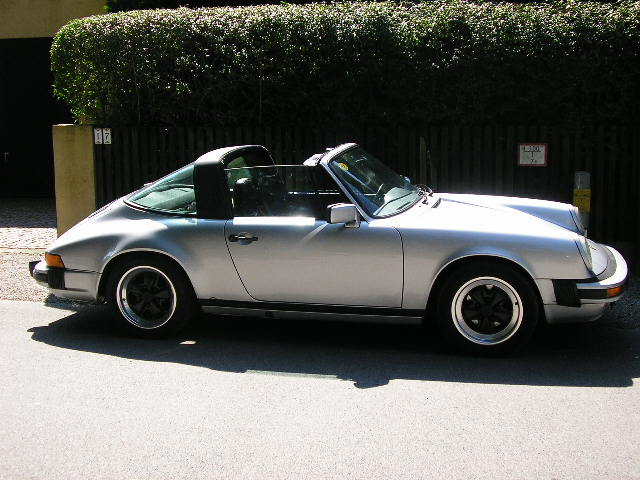
… ohne Dach

Ein Targadach ist ein Autodach mit herausnehmbarem Dachmittelteil. Im Gegensatz zu einem Cabriolet ist die Heckscheibe fest eingebaut.
Die Bezeichnung Targa ist eine von Porsche für Automodelle eingetragene Marke.

## Konstruktionsmerkmale
Beim Targadach kann das Dachmittelteil zwischen dem Windschutzscheibenrahmen und der Verbindung der B-Säulen eines Kraftfahrzeuges vollständig herausgenommen werden. Bei Porsche wurde dieses Konstruktionsprinzip bei der Baureihe 911 ab 1965 eingeführt.
Jedoch schon 1961 machte ein zusätzlich lieferbares zweiteiliges Hardtop aus dem klassischen englischen Roadster Triumph TR4 ein Coupé. Es wurde von Triumph „Surrey Top“ genannt; es bestand aus einem fest verschraubten Panoramaheckfenster und einem wahlweise austauschbaren festen Metall- oder Verdeckmittelteil. Porsche griff 1965 diese Idee ebenfalls auf und setzte sie mit dem obengenannten Porsche 911 Targa um.

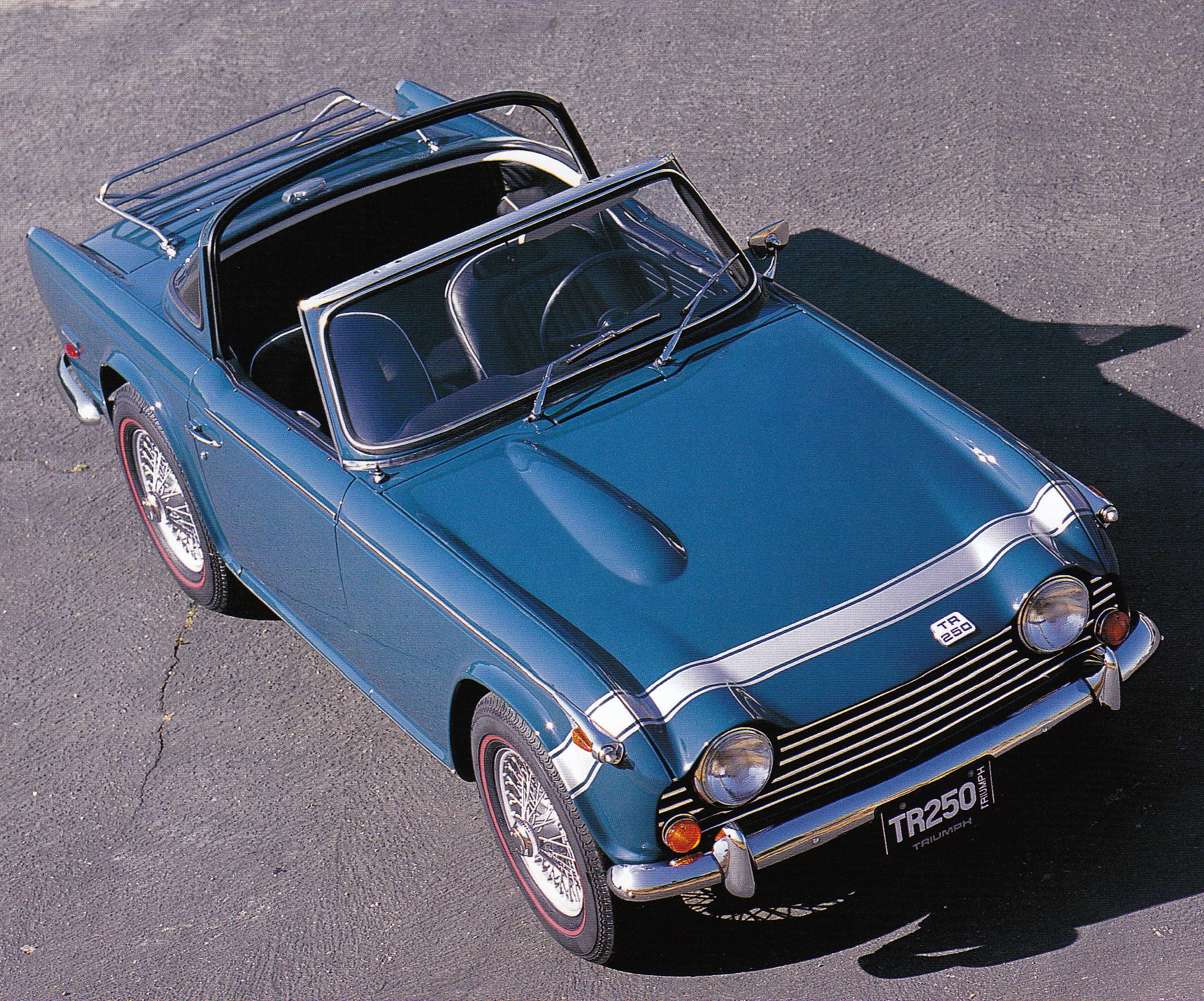
Triumph TR 250 mit „Surrey Top“

Bei manchen Herstellern bleibt zwischen Windschutzscheibenrahmen und den verbundenen B-Säulen ein Steg stehen, so dass beide Dachhälften einzeln oder zusammen herausgenommen werden können, diese Konstruktion wird „T-Tops“ oder „Top-T“ genannt und wurde beispielsweise beim Chevrolet Camaro (1993–2002) eingebaut. Dies ist meist konstruktionsbedingt, um die notwendige Steifigkeit des Chassis zu erreichen.
Teilweise bleibt auch nur ein sog. Targabügel stehen, der den verbundenen B-Säulen entspricht, so dass ein weiteres unbedachtes Teil entsteht. Nicht zu verwechseln ist der Targabügel mit automatisch ausfahrenden Überrollbügeln, die erstmals seit 1989 im Mercedes SL eingebaut waren.
Bei Porsche wurde bei den Typen Porsche 993, Porsche 996 und Porsche 997 kein herausnehmbares Dach mehr angeboten, sondern ein großes Glasschiebedach bis zur C-Säule, das sich ineinander öffnen lässt.
Grundsätzlich werden Sportwagen als 2- oder 2+2-Sitzer mit diesem Konstruktionsprinzip serienmäßig angeboten. Es gibt auch gelegentlich Geländewagen und individuelle Umbauten von anderen Fahrzeugtypen.
Die Beschaffenheit des herausgenommenen Dachteils ist unterschiedlich: Es werden feste, zusammenfaltbare, Metall- und Glasdachteile unterschieden.

## Begriff
Der Begriff Targa aus dem Italienischen bedeutet im Deutschen „Schild“. Die Verwendung des Begriffes durch Porsche geht auf eigene Siege im Langstreckenrennen Targa Florio zurück.

## Fahrzeughersteller und -typen

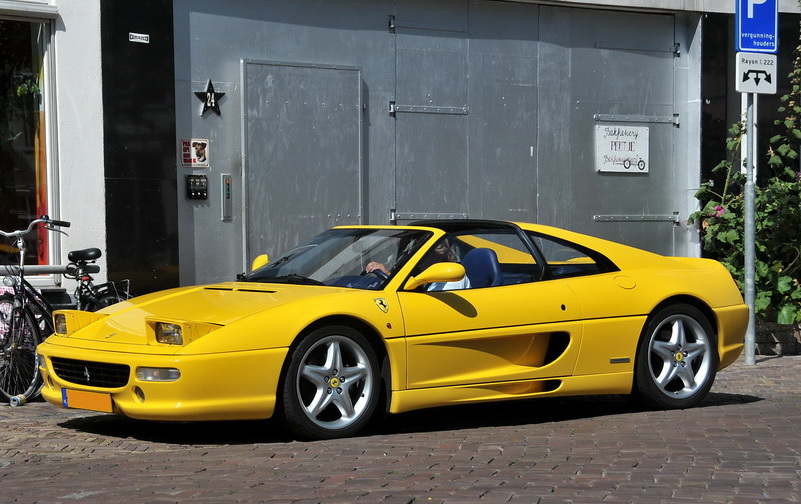
Ferrari F355 GTS mit herausgenommenem Targadach

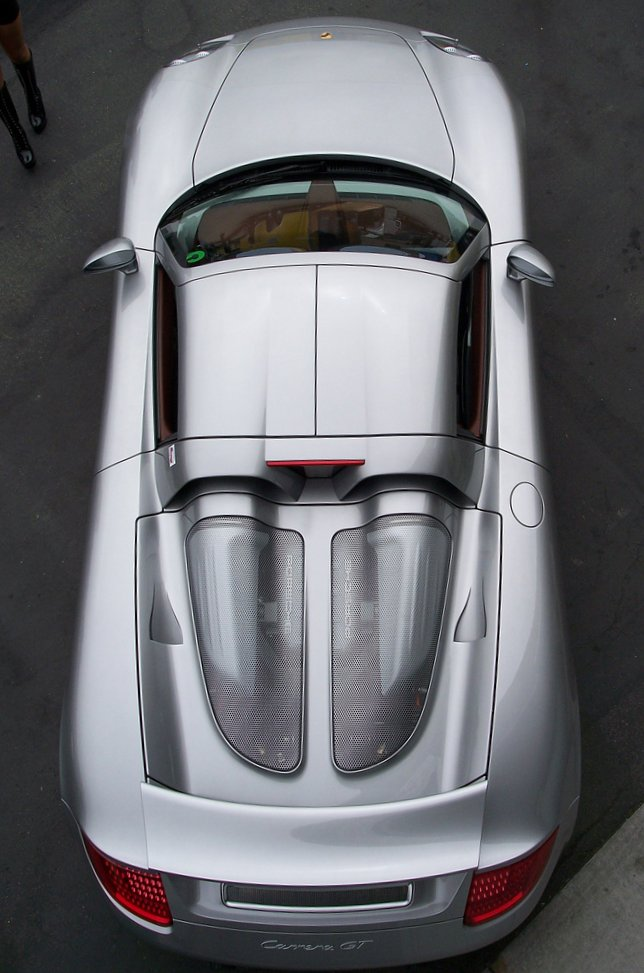
Porsche Carrera GT mit zweiteiligem Targadach

Modelle mit Targadach hatten ihren Höhepunkt in den 1980er- und 1990er-Jahren. Derzeit scheinen sie durch Vollcabrios mit klassischem Stoffverdeck oder mit Stahlklappdach abgelöst zu werden.
Das Grundprinzip des Targadaches wurde wesentlich von amerikanischen, deutschen, italienischen und japanischen Herstellern seit Ende der 1960er-Jahre geprägt. Zu nennen sind insbesondere folgende Modelle:
US-amerikanische Modelle:
- Chevrolet Corvette
- Tesla Roadster
- Chevrolet Camaro (als T-Top)
- Pontiac Firebird (als T-Top, auch in der Variante Firebird Trans-Am)

Britische Modelle:
- Bristol 412
- Bristol Beaufighter
- Lotus Elise
- Lotus Exige
- Triumph Stag
- TVR Tuscan
- Vauxhall VX220

Deutsche Modelle:
- Opel Kadett Aero
- Opel Speedster
- Porsche 911
- Porsche 914
- Porsche 918 Spyder
- Porsche 924
- Porsche 944
- Porsche Carrera GT
- Smart Roadster

Französische Modelle:
- Bugatti Veyron Grand Sport
- Matra 530

- Renault Wind

Italienische Modelle:
- Alfa Romeo 4C
- Ferrari Dino 246 GTS
- Ferrari 308
- Ferrari 328
- Ferrari 348
- Ferrari 355 GTS
- Ferrari 575 Superamerica
- Fiat X1/9
- Lancia Beta Spider
- Lancia Beta Montecarlo
- Lamborghini Silhouette
- Lamborghini Aventador Roadster
- Siva Sirio

Japanische Modelle:
- Toyota Sports 800 (1965, erstes Serienmodell mit herausnehmbaren Dach)
- Honda CRX
- Honda NSX
- Mazda MX-5 RF
- Mitsubishi 3000GT
- Mitsubishi Eclipse
- Nissan Pulsar NX
- Nissan 100NX
- Nissan 280ZX
- Nissan 300ZX
- Suzuki Cappuccino
- Suzuki Vitara X-90
- Toyota Sports 800
- Toyota MR2
- Toyota Supra

## Gegenwart
Derzeit werden nur die folgenden Modelle als Targaversionen angeboten:
- Corvette C8
- Porsche 911 Targa 4
- Mazda MX-5 RF (Mazda MX-5)